# SMS Weissenburg
SMS Weissenburg là một trong những thiết giáp hạm hoạt động biển khơi đầu tiên được Hải quân Đế quốc Đức chế tạo. Nó là chiếc thiết giáp hạm tiền-dreadnought thứ ba thuộc lớp Brandenburg, chung với các con tàu chị em Brandenburg, Wörth và Kurfürst Friedrich Wilhelm; nó được đặt lườn tại hãng AG Vulcan ở Stettin vào năm 1890, hạ thủy năm 1891 và hoàn tất vào năm 1894. Lớp Brandenburg mang tính độc đáo vì là những thiết giáp hạm duy nhất vào lúc đó mang sáu khẩu pháo hạng nặng thay vì bốn khẩu vốn là tiêu chuẩn cho hải quân các nước khác. Hải quân Hoàng gia Anh đã chế diễu gọi những con tàu này là "tàu đánh cá voi".
Weissenburg chỉ có những phục vụ giới hạn cùng hạm đội Đức trong suốt quãng đời hoạt động. Nó cùng với ba chiếc tàu chị em chỉ có một hoạt động lớn ở nước ngoài khi vào năm 1900-1901 được phái sang Trung Quốc tham gia trấn áp cuộc Nổi dậy Nghĩa Hòa Đoàn. Sau khi trải qua đợt nâng cấp hiện đại hóa vào năm 1902-1904, nó được bán cho Đế quốc Ottoman vào năm 1910 và được đổi tên thành Turgut Reis, được đặt theo tên vị đô đốc Thổ Nhĩ Kỳ nổi tiếng vào Thế kỷ 16 Turgut Reis. Con tàu đã hoạt động tích cực trong cuộc Chiến tranh Balkan, chủ yếu với nhiệm vụ bắn pháo hỗ trợ cho lực lượng bộ binh Ottoman, nhưng cũng tham gia hai trận hải chiến đụng độ với Hải quân Hy Lạp vào tháng 12 năm 1912 và tháng 1 năm 1913. Nó hầu như không hoạt động trong Chiến tranh Thế giới thứ nhất, chủ yếu là do có tốc độ quá chậm. Đến năm 1924, Turgut Reis được sử dụng như một tàu huấn luyện cho đến khi bị tháo dỡ vào giữa những năm 1950.

## Thiết kế và chế tạo
Weissenburg là chiếc thứ ba trong lớp thiết giáp hạm Brandenburg, được đặt hàng dưới cái tên tạm thời C, và được được đặt lườn tại xưởng tàu của hãng AG Vulcan ở Stettin vào năm 1890 dưới số hiệu chế tạo 199. Nó là chiếc thứ ba trong lớp được hạ thủy, vốn vào ngày 30 tháng 6 năm 1891; và được đưa ra hoạt động cùng với Hạm đội Đức vào ngày 29 tháng 4 năm 1894, cùng ngày với con tàu chị em Brandenburg.
Weissenburg dài 115,7 m (379 ft 7 in), mạn thuyền rộng 19,5 m (64 ft 0 in) vốn tăng lên đến 19,74 m (64,8 ft) nếu bổ sung thêm lưới chống ngư lôi, và độ sâu của mớn nước là 7,6 m (24 ft 11 in) phía trước và 7,9 m (26 ft) phía sau. Con tàu có trọng lượng choán nước thiết kế là 10.013 t (9.855 tấn Anh), và lên đến 10.670 t (10.501 tấn Anh) khi đầy tải chiến đấu. Nó được trang bị hai bộ động cơ hơi nước ba buồng bành trướng 3 xy-lanh tạo ra một công suất 10.000 mã lực chỉ (7.457 kW) và đạt được tốc độ tối đa 16,9 hải lý trên giờ (31,3 km/h; 19,4 mph) khi chạy thử máy.
Con tàu khá bất thường vào thời đó khi sở hữu đến sáu khẩu pháo hạng nặng bắn qua mạn trên ba tháp pháo nòng đôi, thay vì chỉ có bốn khẩu đối với thiết giáp hạm vào thời đó. Các tháp pháo phía trước và phía sau trang bị pháo 28 cm (11 in) K L/40, trong khi các khẩu pháo giữa tàu thuộc kiểu ngắn hơn L/35. Dàn pháo hạng hai bao gồm tám khẩu 10,5 cm (4,1 in) SK L/35 bố trí trong các tháp pháo ụ cùng tám khẩu 8,8 cm (3,5 in) SK L/30 cũng trong các tháp pháo ụ. Weissenburg còn có sáu ống phóng ngư lôi 45 cm (17,7 in), tất cả đều đặt trên các bệ xoay bên trên mực nước. Mặc dù có dàn pháo chính mạnh hơn các tàu chiến chủ lực vào thời đó, dàn pháo hạng hai lại bị xem là yếu hơn các thiết giáp hạm khác.

## Lịch sử hoạt động
Sau khi được đưa vào hoạt động, Weissenburg được phân về Đội 1 thuộc Hải đội Chiến trận 1 cùng với ba con tàu chị em. Chúng được tháp tùng bởi bốn chiếc thuộc tàu frigate bọc sắt cũ hơn thuộc lớp Sachsen của Đội 2, cho dù đến năm 1901-1902, khi bốn chiếc lớp Brandenburg quay trở về từ Trung Quốc, những chiếc lớp Sachsen đã được thay thế bởi những thiết giáp hạm mới lớp Kaiser Friedrich III.

### Trấn áp cuộc nổi dậy Nghĩa Hòa Đoàn
Hoạt động quân sự lớn đầu tiên mà Weissenburg tham gia là vào năm 1900, khi Đội 1 được phái đến Trung Quốc trong cuộc Nổi dậy Nghĩa Hòa Đoàn. Người Trung Quốc theo chủ nghĩa dân tộc bất bình đã bao vây các sứ quán nước ngoài tại Bắc Kinh và giết hại Công sứ Đức, Nam tước Clemens von Ketteler. Số binh lính có mặt tại Trung Quốc không đủ để đánh bại những người phản kháng. Vì vậy, một lực lượng viễn chinh được tập hợp bao gồm bốn chiếc lớp Brandenburg, sáu tàu tuần dương, mười tàu chở hàng, ba tàu phóng lôi và sáu tiểu đoàn thủy binh, tất cả được đặt dưới quyền chỉ huy của Thống chế Alfred von Waldersee. Đô đốc Alfred von Tirpitz đã phản đối kế hoạch này vì ông cho rằng nó không cần thiết và tốn kém, nhưng bất chấp điều đó, chiến dịch vẫn tiến hành. Lực lượng chỉ đến được Trung Quốc vào tháng 9 năm 1900, khi mà cuộc phong tỏa Bắc Kinh đã được phá vỡ. Kết quả là lực lượng Đức chỉ tham gia trấn áp các vụ nổi dậy lẻ tẻ trong khu vực phụ cận Giao Châu. Cuối cùng, chiến dịch đã làm tiêu tốn chính phủ Đức hơn 100 triệu Mác.

### Tái cấu trúc và phục vụ cùng Hải quân Ottoman
Sau khi quay trở về từ Trung Quốc, vào năm 1902, Weissenburg được đưa vào ụ tàu của Xưởng tàu Đế chế ở Wilhelmshaven cho một đợt tái cấu trúc rộng rãi. Sau khi hoàn tất vào năm 1904, nó gia nhập trở lại hạm đội thường trực. Tuy nhiên, nó cùng với các tàu chị em nhanh chóng bị lạc hậu do việc hạ thủy chiếc HMS Dreadnought vào năm 1906. Kết quả là chúng chỉ có những phục vụ giới hạn. Vào ngày 12 tháng 9 năm 1910, Weißenburg cùng với Kurfürst Friedrich Wilhelm, những chiếc có tình trạng tốt nhất trong lớp, được bán cho Hải quân Ottoman và được đổi tên tương ứng thành Turgut Reis và Barbaros Hayreddin, theo tên các vị đô đốc Ottoman lừng danh vào Thế kỷ 16 Turgut Reis và Hayreddin Barbarossa. Một năm sau đó, vào tháng 9 năm 1911, khi Ý tuyên chiến với Đế quốc Ottoman. Turgut Reis cùng với Barbaros Hayreddin và chiếc tàu chiến bọc sắt cũ Mesudiye, vốn được chế tạo từ giữa những năm 1870, đang trong một chuyến đi huấn luyện mùa Hè từ tháng 7, đã chuẩn bị sẵn sàng cho cuộc xung đột; cho dù vậy, các con tàu trải qua cuộc chiến tranh bên trong cảng.

#### Chiến tranh Balkan
Cuộc Chiến tranh Balkan thứ nhất nổ ra vào tháng 10 năm 1912, khi Liên minh Balkan tấn công Đế quốc Ottoman. Giống như đa số các tàu chiến của hạm đội Ottoman vào lúc đó, tình trạng vật chất của Turgut Reis rất kém. Trong chiến tranh, nó tiến hành thực tập tác xạ cùng với các tàu chiến chủ lực khác của Hải quân Ottoman, hộ tống các đoàn tàu vận tải chuyển quân, và bắn phá các cơ sở đối phương dọc bờ biển. Vào ngày 17 tháng 11 năm 1912, Turgut Reis hỗ trợ cho Quân đoàn 3 Ottoman bằng cách nả pháo vào lực lượng Bulgaria đang tấn công, có sự hỗ trợ của trinh sát pháo binh trên bờ. Trình độ tác xạ của các con tàu rất kém, nhưng nó giúp nâng cao tinh thần bộ binh Ottoman phòng thủ đang bị vây hãm tại Çatalca. Đến 17 giờ 00, phần lớn quân Bulgaria bị đẩy lui về phòng tuyến xuất phát, phần lớn là nhờ hiệu quả tâm lý của pháo bắn từ chiếc tàu chiến.
Cuối năm 1912, Hải quân Ottoman tìm cách tấn công lực lượng Hải quân Hy Lạp đang phong tỏa Dardanelles. Hai cuộc đụng độ đã diễn ra: cuộc Hải chiến Elli vào ngày 16 tháng 12 năm 1912, tiếp nối bằng cuộc Hải chiến Lemnos vào ngày 18 tháng 1 năm 1913. Trận thứ nhất có sự hỗ trợ của các khẩu đội phòng thủ duyên hải Ottoman; cả hai phía Ottoman và Hy Lạp chỉ có những thiệt hại nhẹ, nhưng Ottoman không thể đột phá qua hạm đội Hy Lạp và phải rút lui trở lại Dardanelles. Hạm đội Ottoman, vốn bao gồm Turgut Reis, Barbaros Hayreddin là soái hạm của hạm đội, hai thiết giáp hạm bọc sắt cũ, chín tàu khu trục và sáu tàu phóng lôi, khởi hành từ Dardanelles lúc 09 giờ 30 phút, các tàu chiến nhỏ ở lại cửa eo biển trong khi các thiết giáp hạm tiến lên phía Bắc, bám sát bờ biển. Hạm đội Hy Lạp, bao gồm tàu tuần dương bọc thép Georgios Averof và ba tàu chiến bọc sắt lớp Hydra, vốn xuất phát từ đảo Imbros để tuần tra phía ngoài eo biển. Sau khi trông thấy đối phương, chúng đổi hướng sang Đông Bắc nhằm ngăn chặn hướng tiến của các tàu chiến Ottoman. Các tàu chiến Ottoman khai hỏa nhắm vào lực lượng Hy Lạp lúc 09 giờ 50 phút ở cự ly khoảng 15.000 yd (14.000 m), phía Hy Lạp bắn trả mười phút sau đó khi khoảng cách rút ngắn còn 8.500 yd (7.800 m). Đến 10 giờ 04 phút, các tàu chiến Ottoman quay mũi 16 point (180°) lộn ngược trở lại vùng an toàn gần eo biển. Trong vòng một giờ, các con tàu Ottoman rút lui vào Dardanelles. Trận này được xem là một thắng lợi của phía Hy Lạp, vì hạm đội Ottoman tiếp tục bị vây hãm.
Trận hải chiến Lemnos xuất phát từ một kế hoạch của phía Ottoman nhằm đánh lừa chiếc Georgios Averof nhanh hơn ra cách xa Dardanelles. Để thực hiện, tàu tuần dương bảo vệ Hamidiye đã né tránh sự phong tỏa của Hy Lạp và thoát ra biển Aegean. Bất chấp mối đe dọa của tàu tuần dương đối phương, vị tư lệnh Hy Lạp từ chối không cho tách Georgios Averof ra. Tin rằng kế hoạch đã thành công, Turgut Reis, Barbaros Hayreddin và các đơn vị hạm đội Ottoman khác rời Dardanelles vào sáng ngày 18 tháng 1 di chuyển về hướng đảo Lemnos. Georgios Averof xuất hiện ở khu vực cách đảo Lemnos khoảng 12 nmi (22 km); và sự xuất hiện của tàu chiến đối phương mạnh mẽ đã buộc các con tàu Ottoman phải rút lui. Một cuộc đấu pháo tầm xa kéo dài trong hai giờ bắt đầu lúc vào khoảng 11 giờ 25 phút; về cuối trận chiến, Georgios Averof thu ngắn khoảng cách với đối phương xuống còn 5.000 yd (4.600 m) và ghi nhiều phát bắn trúng vào hạm đội Ottoman đang rút chạy. Tháp pháo của cả Turgut Reis và con tàu chị em đều bị bắn hỏng bởi hải pháo đối phương và bốc cháy; cả hai đã bắn khoảng 800 quả đạn pháo, hầu hết là từ dàn pháo chính 28 cm (11 in) mà không thành công. Đây là lần nỗ lực cuối cùng của hạm đội Ottoman muốn thoát ra biển Aegean trong chiến tranh.
Ngày 8 tháng 2 năm 1913, Hải quân Ottoman hỗ trợ một cuộc đổ bộ lên Şarköy. Turgut Reis và Barbaros Hayreddin cùng với hai tàu tuần dương nhỏ đã bắn pháo hỗ trợ cho cánh phải của lực lượng tấn công khi chúng đổ bộ lên bờ; các con tàu được bố trí cách bờ khoảng 1 km (1.100 yd), Turgut Reis là chiếc thứ hai trong hàng, phía sau tàu chị em Barbaros Hayreddin. Quân đội Bulgaria kháng cự một cách ngoan cường, cuối cùng buộc phía Ottoman phải rút lui. Việc rút lui thành công phần lớn là nhờ hỏa lực pháo hỗ trợ từ Turgut Reis và phần còn lại của hạm đội. Trong trận đánh, nó đã bắn 225 quả đạn pháo 10,5 cm (4,1 in) và 202 quả đạn từ pháo hạng hai 8,8 cm (3,5 in).
Vào tháng 3 năm 1913, con tàu quay trở lại Hắc Hải tiếp nối việc hỗ trợ các lực lượng trú đóng tại Çatalca, vốn đang bị quân đội Bulgaria tấn công. Vào ngày 26 tháng 3, pháo 28 cm (11 in) và 10,5 cm (4,1 in) của Turgut Reis và Barbaros Hayreddin đã giúp đẩy lùi các cuộc tiến quân của Lữ đoàn 2 thuộc Sư đoàn Bộ binh Bulgaria 1. Đến ngày 30 tháng 3, cánh trái của phòng tuyến Ottoman chuyển sang truy kích lực lượng Bulgaria đang rút lui. Cuộc tấn công được hỗ trợ bởi cả pháo binh trên bộ lẫn pháo hạng nặng của Turgut Reis và các tàu chiến khác bố trí ngoài khơi bờ biển, cho phép bộ binh Ottoman tiến được 1.500 m (1.600 yd) cho đến chiều tối. Để đối phó, phía Bulgaria phải huy động Lữ đoàn 1 ra tuyến đầu, đẩy lui lực lượng Ottoman trở lại tuyến xuất phát.

#### Chiến tranh Thế giới thứ nhất
Mùa Hè năm 1914, Chiến tranh Thế giới thứ nhất nổ ra tại Châu Âu, cho dù Ottoman tiếp tục giữ vị thế trung lập cho đến đầu tháng 11, khi các hoạt động của tàu chiến-tuần dương Đức Goeben, vốn được chuyển cho Hải quân Ottoman và được đổi tên thành Yavus Sultan Selim, đưa đến việc tuyên chiến của Nga, Pháp và Anh Quốc. Trong giai đoạn 1914-1915, một số khẩu pháo của con tàu được tháo dỡ để lắp đặt như pháo phòng thủ duyên hải tăng cường cho việc phòng thủ bảo vệ Dardanelles. Vào ngày 19 tháng 1 năm 1918, Yavus cùng với tàu tuần dương hạng nhẹ Breslau, vốn cũng được chuyển cho Hải quân Ottoman và đổi tên thành Midilli, khởi hành từ Dardanelles để tấn công nhiều tàu monitor Anh đang ở bên ngoài eo biển. Chúng nhanh chóng đánh chìm Raglan và M28 trước khi quay trở lại Dardanelles. Trên đường quay về, Midilli trúng phải năm quả thủy lôi và bị chìm, trong khi Yavus trúng ba quả và bắt đầu bị nghiêng sang mạn trái. Một chỉ thị sai lầm của hạm trưởng cho người lái tàu đã khiến cho con tàu bị mắc cạn. Yavus bị bất động trong gần một tuần trước khi Turgut Reis đên nơi vào ngày 25 tháng 12, kéo chiếc tàu chiến-tuần dương khỏi bị mắc cạn vào xế chiều hôm đó và quay trở về cảng an toàn.
Turgut Reis được cho rút khỏi hoạt động thường trực sau khi chiến tranh kết thúc. Đến năm 1924 con tàu được chuyển sang nhiệm vụ huấn luyện. Vào lúc đó nó chỉ còn giữ lại hai trong số sáu khẩu pháo 28 cm nguyên thủy. Turgut Reis được cải biến thành một lườn tàu và neo đậu tại Dardanelles cho đến năm 1938. Nó tiếp tục nổi cho đến khi bị tháo dỡ vào những năm 1956-1957.